# Рогачёв, Михаил Борисович
Михаил Борисович Рогачёв (29 сентября 1952, Рига, Латвийская ССР — 3 января 2021, Санкт-Петербург) — учёный-историк, кандидат исторических наук. Общественный деятель. Член правления Международного исторического, правозащитного, благотворительного общества «Мемориала». Создатель Коми республиканского общественного фонда «Покаяние». Главный редактор Коми республиканского мартиролога жертв политических репрессий «Покаяние». Член жюри многих краеведческих конкурсов. Организатор бесплатных краеведческих прогулок по Сыктывкару «Пешком по Усть-Сысольску». Составитель 12 томов (20 книг) «Покаяние» Коми республиканский мартиролог жертв массовых политических репрессий.

## Биография
- После окончания исторического факультета Ленинградского государственного университета в 1975 году по распределению приехал в Республику Коми.
- С 1975 по 1976 год — учитель Туискеросской средней школы Усть-Вымского района Коми АССР.
- В 1979 году окончил аспирантуру Коми научного центра УрО РАН.
- С 1979 по 1992 год — сотрудник Института языка, литературы и истории Коми научного центра Уральского отделения РАН.
- C 1989 по 2007 год — председатель правления Сыктывкарской общественной организации «Мемориал».
- С 1994 по 2009 год — заместитель директора, учитель истории «Коми республиканского лицея при СыктГУ».
- С 1998 по 2013 год — составитель серии из 10 томов (12 томов и 20 книг на 2017 г) «Покаяние» Коми республиканский мартиролог жертв массовых политических репрессий[14][15].
- С 2000 года — главный редактор Коми республиканского мартиролога жертв политических репрессий «Покаяние».
- С 2000 года — председатель правления Коми республиканского благотворительного общественного фонда жертв политических репрессий «Покаяние».
- В 2005 году получил степень кандидата исторических наук.
- член правления "Международного «Мемориала»".

Умер в 2021 г. от COVID-19.

## Публикации
Автор более 185 опубликованных научных и учебно-методических работ в республиканских, российских и зарубежных изданиях:
- «Летопись Коми края»;
- учебник «История Республики Коми. 7-11 классы» (в соавторстве)[19];
- энциклопедия «Республика Коми» в 3-х томах (1997—2000, в соавторстве);
- «Связь времен» (2000, в соавторстве);
- «Народы Поволжья и Приуралья» (2000, в соавторстве);
- «Атлас Республики Коми» (2001, в соавторстве);
- «Историческая хроника Республики Коми» (2002, в соавторстве);
- «Страницы польской трагедии: факты и документы» //Покаяние: Мартиролог, т.5 (2002);
- «Репрессированное православное духовенство и монашество Коми края (биографический справочник)» (2005);
- «Столица зырянского края»: очерки истории Усть-Сысольска конца XVIII — начала XX веков (2006, 2-е изд. 2010);
- Межнациональные браки как фактор этнических процессов у коми (1985)[20].

## Книги
12 томов и 20 книг. «Покаяние» Коми республиканский мартиролог жертв массовых политических репрессий (1998—2017), книга памяти

## Награды и звания
- Заслуженный работник Республики Коми (2002)
- Орден святителя Макария Русской Православной церкви;
- Кавалерский крест За заслуги перед Республикой Польша (24 марта 2005 года, Польша)[21][22];
- 14 ноября 2011 года получил первую «Премию имени Егора Гайдара»[23];
- Знак отличия Республики Коми «За заслуги перед Республикой Коми» (2012)[24];
- Лауреат «Премии фонда имени Лихачева» (2013)[25][26][27].